# Lista do Patrimônio Mundial no Catar
A Organização das Nações Unidas para a Educação, a Ciência e a Cultura (UNESCO) propôs um plano de proteção aos bens culturais do mundo, através do Comité sobre a Proteção do Património Mundial Cultural e Natural, aprovado em 1972. Esta é uma lista do Patrimônio Mundial existente no Catar, especificamente classificada pela UNESCO e elaborada de acordo com dez principais critérios cujos pontos são julgados por especialistas na área. O Catar ratificou a convenção em 12 de setembro de 1984, tornando seus locais históricos elegíveis para inclusão na lista.
O sítio Sítio Arqueológico de Al Zubarah foi o primeiro local do Catar incluído na lista do Patrimônio Mundial da UNESCO por ocasião da 37ª Sessão do Comitè do Património Mundial, realizada em Phnom Penh (Camboja) em 2013. Desde então, este local segue sendo como o único bem do Catar designado como Patrimônio da Humanidade pela UNESCO.

## Bens culturais e naturais
O Catar conta atualmente com os seguintes lugares declarados como Patrimônio da Humanidade pela UNESCO:
| | Sítio Arqueológico de Al Zubarah |
| Bem cultural inscrito em 2013. |                                  |
| Localização: Al Shamal |                                  |
| Localizada às margens do Golfo, a cidade murada de Al Zubarah tornou-se um próspero centro de pesca e comércio de pérolas no final do século XVIII e início do século XIX. Al Zubarah foi fundada por comerciantes kuwaitianos e estabeleceu laços comerciais com a Península Arábica e as regiões do Oceano Índico e da Ásia Ocidental até 1811, ano de sua subsequente destruição e abandono. Trazida pelos ventos do deserto, uma camada de areia protegeu até hoje os vestígios da cidade: seus palácios, mesquitas, souks, casas com pátios, muros de proteção, cemitérios e cabanas de pescadores, bem como seu cercado de paredes duplas, seu porto e um canal. Escavações arqueológicas cobriram apenas uma pequena parte do local, que é um testemunho notável da pesca de pérolas e atividades comerciais nas quais as economias das cidades mais importantes da costa do Golfo foram mantidas, que foram constituídas em estados livres da dominação dos Impérios Persa e Otomano, foram mantidas. assim como impérios europeus. Dessas cidades independentes surgiram os estados modernos da região do Golfo. (UNESCO/BPI) |                                  |

## Lista Indicativa
Em adição aos sítios inscritos na Lista do Patrimônio Mundial, os Estados-membros podem manter uma lista de sítios que pretendam nomear para a Lista de Patrimônio Mundial, sendo somente aceitas as candidaturas de locais que já constarem desta lista. Desde 2008, o Catar possui 1 local na sua Lista Indicativa.
| Sítio                            | Imagem | Localização | Ano  | Dados UNESCO         | Descrição |
| -------------------------------- | ------ | ----------- | ---- | -------------------- | --- |
| Reserva Natural de Khor Al-Adaid |        | Al Wakrah   | 2008 | Natural: (vii)(viii) | A área de Khor Al-Adaid, também conhecida regionalmente como "Mar Interior", está localizada no sudeste do Estado do Catar. A área apresenta uma paisagem notável formada por uma combinação globalmente única de características geológicas e geomorfológicas. Essas características criam um cenário diversificado de belezas naturais excepcionais e não desenvolvidas, no que permanece predominantemente uma "área selvagem". Cada unidade paisagística por conta própria, notadamente o Golfo Pérsico, grandes dunas móveis, o sistema de embayment das marés, o interior e o litoral sabkha,recentemente descobertos "hummocks de sal", desertos pedregosos, mesas elevadas e afloramentos rochosos, bem como a transição entre cada um deles, contribuem para o caráter único do território sul do Catar. |